# Titularbistum Alexanum
Alexanum (italienisch Alessano) ist ein Titularbistum der römisch-katholischen Kirche. 
Es geht auf einen Bischofssitz in der Stadt Alessano zurück, die sich in der italienischen Region Apulien befindet. Es gehörte der Kirchenprovinz Otranto an.
| Titularbischöfe von Alexanum |                                                            |                                             |                    |                  |
| Nr.                          | Name                                                       | Amt                                         | von                | bis              |
| 1                            | Tomás Alberto Clavel Méndez Titularerzbischof pro hac vice | emeritierter Erzbischof von Panama (Panama) | 18. Dezember 1968  | 21. Februar 1978 |
| 2                            | William Russell Houck                                      | Weihbischof in Jackson (Mississippi, USA)   | 28. März 1979      | 11. April 1984   |
| 3                            | Hernán Giraldo Jaramillo                                   | Weihbischof in Pereira (Kolumbien)          | 27. Juni 1984      | 7. Juli 1987     |
| 4                            | Natalino Pescarolo                                         | Weihbischof in Cuneo (Italien)              | 7. April 1990      | 4. Mai 1992      |
| 5                            | Bosco Lin Chi-nan                                          | Weihbischof in Kaohsiung (Taiwan)           | 28. September 1992 | 24. Januar 2004  |
| 6                            | Michael August Blume SVD Titularerzbischof pro hac vice    | Apostolischer Nuntius                       | 24. August 2005    |                  |